# Imperio parto
El Imperio parto, también conocido como Imperio arsácida, fue una de las principales potencias políticas y culturales iranias del antiguo Irán.
Su segundo nombre proviene de Arsaces I que, como líder de los parnos, fue su fundador a mediados del siglo III a. C. cuando conquistó la región de Partia, en el noreste de Irán, por entonces una satrapía (provincia) bajo Andrágoras, en rebelión contra el Imperio seléucida. Mitrídates I expandió el imperio al conquistar Media y Mesopotamia a los seléucidas. En su apogeo, el Imperio parto se extendía desde el norte del Éufrates, en lo que ahora es el centro-este de Turquía, hasta el este de Irán. El imperio, situado en la ruta de la seda entre el Imperio romano en la cuenca del Mediterráneo y la dinastía Han de China, se convirtió en un centro de comercio.
Los partos adoptaron en gran medida el arte, la arquitectura, las creencias religiosas y las insignias reales de su imperio, culturalmente heterogéneo, que abarcaba las culturas persa, helénica y regional. Durante aproximadamente la primera mitad de su existencia, la corte arsácida adoptó elementos de la cultura griega, aunque finalmente vio un renacimiento gradual de las tradiciones iranias. Los gobernantes arsácidas se titulaban a sí mismos «Rey de reyes», como pretensión de ser los herederos del Imperio aqueménida; de hecho, aceptaron a muchos reyes locales como vasallos allí donde los aqueménidas habrían designado, aunque en gran medida autónomos, a sátrapas. La corte designó un pequeño número de sátrapas, en gran parte fuera de Irán, pero estas satrapías eran más pequeñas y menos poderosas que los potentados aqueménidas. Con la expansión del poder arsácida, la sede del gobierno central se trasladó de Nisa a Ctesifonte, a lo largo del Tigris (al sur de la moderna Bagdad, Irak), aunque otros lugares también sirvieron como capitales.
Los primeros enemigos de los partos fueron los seléucidas por el oeste y los escitas por el norte. Sin embargo, a medida que Partia se expandió hacia el oeste, entraron en conflicto con el reino de Armenia y, finalmente, con la República romana tardía. Roma y Partia compitieron entre sí para establecer a los reyes de Armenia como sus clientes subordinados. Los partos derrotaron a Marco Licinio Craso en la batalla de Carras en el año 53 a. C., y en los años 40-39 a. C. las fuerzas partas capturaron todo el Levante, excepto Tiro, a los romanos. Sin embargo, Marco Antonio lideró un contraataque contra Partia, aunque sus éxitos se lograron generalmente en su ausencia, bajo el liderazgo de su teniente Ventidio. Varios emperadores romanos o sus generales invadieron Mesopotamia en el curso de las guerras párticas de los siglos siguientes. Los romanos capturaron las ciudades de Seleucia y Ctesifonte en múltiples ocasiones durante estos conflictos, pero nunca pudieron retenerlas. Las frecuentes guerras civiles entre los aspirantes al trono parto resultaron ser más peligrosas para la estabilidad del imperio que la invasión extranjera, y el poder de Partia se evaporó cuando Ardacher I, gobernante de Istajr en Persis, se rebeló contra los arsácidas y mató a su último gobernante, Artabano IV, en el año 224 d. C. Ardacher estableció el Imperio sasánida, que gobernó Irán y gran parte de Oriente Próximo hasta las conquistas musulmanas del siglo VII, aunque la dinastía arsácida perduró a través de la dinastía arsácida de Armenia, la dinastía arsácida de Iberia y la dinastía arsácida de Albania del Cáucaso, todas ellas ramas homónimas de los arsácidas de Partia.
Las fuentes nativas partas, escritas en parto, griego y otros idiomas, son escasas en comparación con las fuentes sasánidas e incluso con fuentes aqueménidas anteriores. Aparte de tablillas cuneiformes dispersas, ostraca fragmentados, inscripciones rupestres, dracmas y la pervivencia fortuita de algunos pergaminos, gran parte de la historia de Partia solo se conoce a través de fuentes externas. Estas incluyen principalmente obras griegas y romanas, pero también obras chinas, impulsadas por el deseo de los chinos Han de formar alianzas contra los xiongnu. Los historiadores consideran que el arte parto es una fuente válida para comprender aspectos de la sociedad y la cultura que, de otro modo, estarían ausentes en las fuentes textuales.

## Historia

### Orígenes y establecimiento

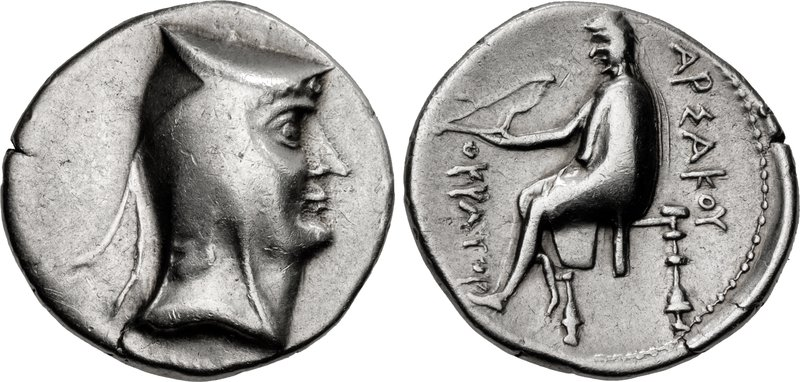
Dracma de plata de Arsaces I con la inscripción en griego ΑΡΣΑΚΟΥ «de Arsaces»

Antes de que Arsaces I fundase la dinastía arsácida, fue jefe de los parnos, una antigua tribu centroasiática de los pueblos iranios y una de las tribus nómadas dentro de la confederación de Dahes. Los parnos probablemente hablaban una lengua iraní oriental, en contraste con la lengua iraní noroccidental que se hablaba en esa época en Partia. Esta última era una provincia del noreste, primero bajo el Imperio aqueménida y luego bajo el Imperio seléucida. Después de conquistar la región, los parnos adoptaron el parto como lengua oficial de la corte, hablándolo junto con el persa medio, el arameo, el griego, el babilonio, el sogdiano y otras lenguas en los territorios multilingües que conquistarían.
No se sabe por qué la corte arsácida eligió retroactivamente el año 247 a. C. como el primer año de la era arsácida. A.D.H. Bivar concluye que este fue el año en que los seléucidas perdieron el control de Partia a manos de Andrágoras, el sátrapa que se rebeló contra ellos. Por lo tanto, Arsaces I «retrocedió sus años de reinado» hasta el momento en que cesó el control seléucida sobre Partia. Sin embargo, Vesta Sarkhosh Curtis afirma que este fue simplemente el año en que Arsaces fue nombrado jefe de la tribu de los parnos. Homa Katouzian y Gene Ralph Garthwaite afirman que fue el año en que Arsaces conquistó Partia y expulsó a las autoridades seléucidas, pero Curtis y Maria Brosius afirman que Andrágoras no fue derrocado por los arsácidas hasta el año 238 a. C.
No está claro quién sucedió inmediatamente a Arsaces I. Bivar y Katouzian afirman que fue su hermano Tirídates I, quien a su vez fue sucedido por su hijo Arsaces II en 211 a. C. Sin embargo, Curtis y Brosius afirman que Arsaces II fue el sucesor inmediato de Arsaces I, con Curtis afirmando que la sucesión tuvo lugar en el año 211 a. C., y Brosius en el año 217 a. C. Bivar insiste en que el 138 a. C., el último año de reinado de Mitrídates I, es «la primera fecha de reinado establecida con precisión de la historia de Partia». Debido a estas y otras discrepancias, Bivar esboza dos cronologías reales distintas aceptadas por los historiadores. A partir del siglo II a. C., los partos reclamaron ficticiamente ser descendientes del rey de reyes aqueménida, Artajerjes II.

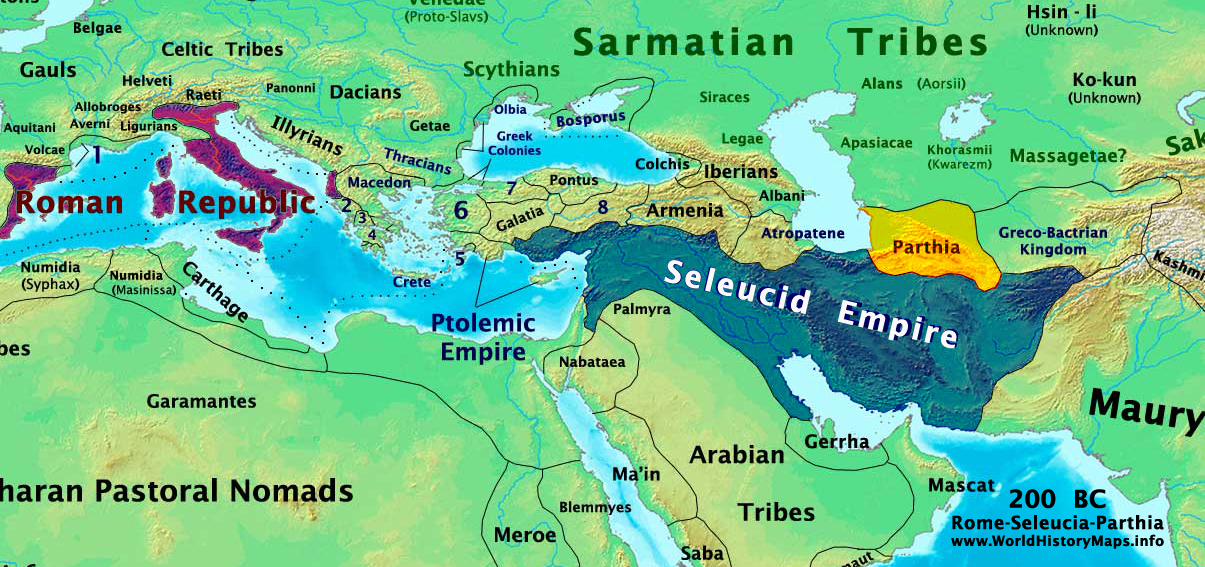
Partia, de color amarillo, junto al imperio seléucida (azul) y la república romana (púrpura) alrededor del año 200 a. C.

Por un tiempo, Arsaces consolidó su posición en Partia e Hircania aprovechando la invasión del territorio seléucida en el oeste por Ptolomeo III de Egipto. Este conflicto con Ptolomeo, la tercera guerra siria (246-241 a. C.), también permitió a Diodoto I rebelarse y formar el reino grecobactriano en Asia Central. El sucesor de este último, Diodoto II, formó una alianza con Arsaces contra los seléucidas, pero Arsaces fue expulsado temporalmente de Partia por las fuerzas de Seleuco II Calinico. Después de pasar algún tiempo en el exilio entre la tribu nómada de los apasices, Arsaces dirigió un contraataque y reconquistó Partia. El sucesor de Seleuco II, Antíoco III el Grande, no pudo tomar represalias inmediatas porque sus tropas estaban comprometidas en sofocar la rebelión de Molón en Media.
Antíoco III lanzó una campaña para recuperar Partia y Bactria en 210 o 209 a. C. No tuvo éxito, pero negoció un acuerdo de paz con Arsaces II. A este último se le concedió el título de rey (en griego: basileus) a cambio de su sumisión a Antíoco III como su superior. Los seléucidas no pudieron intervenir más en los asuntos de Partia debido a la creciente invasión de la República romana y la derrota de los seléucidas en Magnesia en 190 a. C. Priapatios sucedió a Arsaces II, y tras este ascendió al trono Fraates I, que gobernó Partia sin más interferencia seléucida.

### Expansión y consolidación

Línea de tiempo del imperio parto, incluyendo los eventos más importantes y su evolución territorial

Fraates I es recordado por expandir el control de Partia más allá de las Puertas Caspias y ocupar Apamea Ragiana. Se desconoce la ubicación de las mismas. Sin embargo, la mayor expansión del poder y territorio de Partia tuvo lugar durante el reinado de su hermano y sucesor Mitrídates I, a quien Katouzian compara con Ciro el Grande, fundador del Imperio aqueménida.

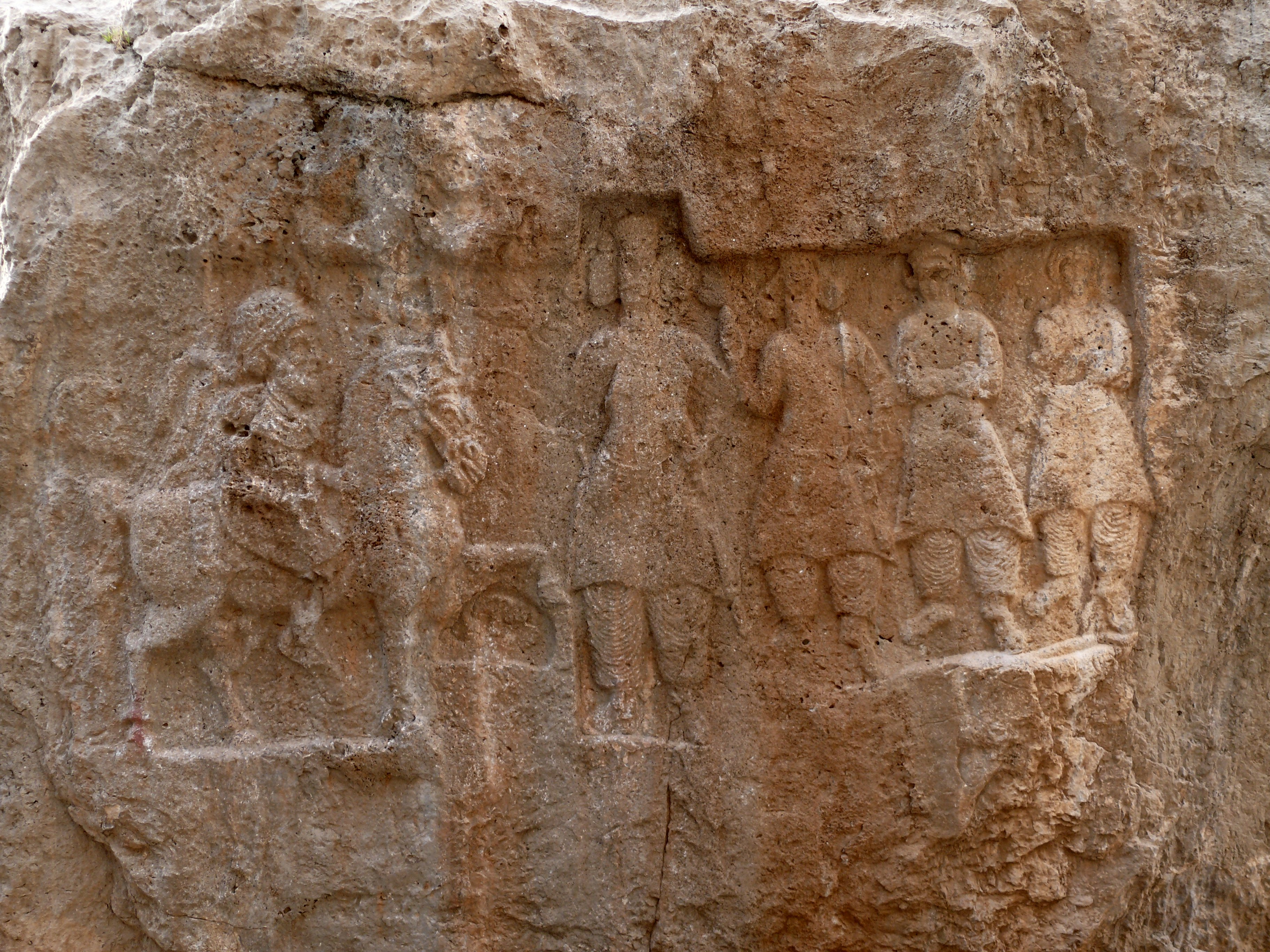
Relieve tallado en roca de Mitrídates I de Partia, visto montando a caballo, en Kong-e Aždar, ciudad de Izeh, provincia de Juzestán, Irán

Las relaciones entre Partia y Greco-Bactria se deterioraron después de la muerte de Diodoto II, cuando las fuerzas de Mitrídates capturaron dos eparquías de este último reino, entonces bajo Eucrátides I. Con la mirada puesta en el reino seléucida, Mitrídates invadió Media y ocupó Ecbatana en 148 o 147 a. C.; la región había sido desestabilizada por la represión seléucida de una rebelión liderada por Timarco. Esta victoria fue seguida por la conquista parta de Babilonia, donde Mitrídates acuñó monedas en Seleucia en el año 141 a. C. y celebró una ceremonia oficial de investidura. Mientras Mitrídates se retiró a Hircania, sus fuerzas sometieron a los reinos de Elymaida y Caracene y ocuparon Susa. Para entonces, el dominio parto se extendía hacia el este hasta el río Indo.
Mientras que Hecatompilos había servido como primera capital de Partia, Mitrídates estableció residencias reales en Seleucia, Ecbatana, Ctesifonte y su recién fundada ciudad, Mithradatkirt (Nisa, Turkmenistán), donde se construyeron y mantuvieron las tumbas de los reyes arsácidas. Ecbatana se convirtió en la principal residencia de verano de la realeza arsárica. Ctesifonte pudo no haberse convertido en la capital oficial hasta el reinado de Gotarces I. Llegó a ser el lugar de celebración de la ceremonia de coronación real y en la ciudad representativa de los arsácidas, según Brosius.
Los seléucidas no pudieron tomar represalias de inmediato, ya que el general Diodoto Trifón lideró una rebelión en la capital, Antioquía, en el año 142 a. C. Sin embargo, en el 140 a. C. Demetrio II Nicátor pudo lanzar una contraofensiva contra los partos en Mesopotamia. A pesar de los primeros éxitos, los seléucidas fueron derrotados y Demetrio mismo fue capturado por las fuerzas partas y llevado a Hircania. Allí Mitrídates le trató con gran hospitalidad e incluso le casó con su hija Rodoguna.
Antíoco VII Evergetes, hermano de Demetrio, asumió el trono seléucida y se casó con Cleopatra Tea, esposa de este último. Después de derrotar a Diodoto Trifón, Antíoco inició una campaña en el año 130 a. C. para reconquistar Mesopotamia, ahora bajo el dominio de Fraates II. El general parto Indates fue derrotado en el Gran Zab, seguido por un levantamiento local en el que el gobernador parto de Babilonia fue asesinado. Antíoco conquistó Babilonia y ocupó Susa, donde acuñó moneda. Después de avanzar con su ejército hacia Media, los partos pidieron la paz, pero Antíoco se negó a aceptar a menos que los arsácidas le cedieran todas las tierras, excepto Partia propiamente dicha, pagásen un fuerte tributo y liberásen a Demetrio de su cautiverio. Arsaces liberó a Demetrio y lo envió a Siria, pero rechazó las otras demandas. En la primavera del 129 a. C., los medos se rebelaron abiertamente contra Antíoco, cuyo ejército había agotado los recursos del campo durante el invierno. Mientras intentaba sofocar la revuelta, la principal fuerza parta se adentró en la región y mató a Antíoco en plena batalla. Su cuerpo fue devuelto a Siria en un ataúd de plata; su hijo Seleuco fue tomado como rehén parto y una hija se unió al harén de Fraates.

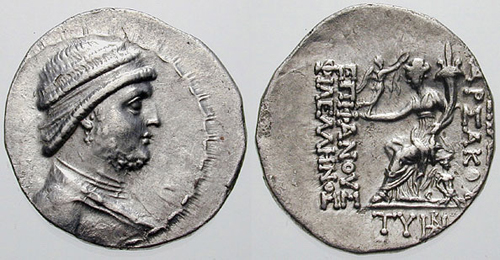
Dracma de Mitrídates II de Partia. Reverso: la diosa Tyche/Khvarenah sosteniendo una pequeña Nike ofreciendo una corona; inscripción que dice [ΒΑΣΙΛΕΩΣ] ΑΡΣΑΚΟΥ ΕΠΙΦΑΝΟΥΣ ΦΙΛΕΛΛΗΝΟΣ

Mientras que los partos recuperaban los territorios perdidos en el oeste, otra amenaza surgió en el este. En los años 177-176 a. C. la confederación nómada de los xiongnu expulsó a los yuezhi de sus tierras de origen en lo que ahora es la provincia de Gansu, en el noroeste de China; los yuezhi emigraron hacia el oeste a Bactria y desplazaron a las tribus saca (escitas). Los saca se vieron obligados a desplazarse más hacia el oeste, donde invadieron las fronteras nororientales del Imperio parto. Mitrídates se vio obligado a retirarse a Hircania después de su conquista de Mesopotamia.
Algunos de los saca se alistaron en las fuerzas de Fraates contra Antíoco. Sin embargo, llegaron demasiado tarde para participar en el conflicto. Cuando Fraates se negó a pagar sus salarios, los saca se rebelaron, y el monarca trató de sofocarles con la ayuda de antiguos soldados seléucidas, pero ellos también abandonaron a Fraates y se unieron a los saca. Fraates II marchó contra esta fuerza combinada, pero murió en batalla. El historiador romano Justino informa que su sucesor Artabano I compartió un destino similar luchando contra los nómadas en el este. Afirma que Artabano fue asesinado por los tokhari (identificados como los yuezhi), aunque Bivar cree que Justino los mezcló con los saca. Mitrídates II recuperó más tarde las tierras perdidas a los saca en Sistán.

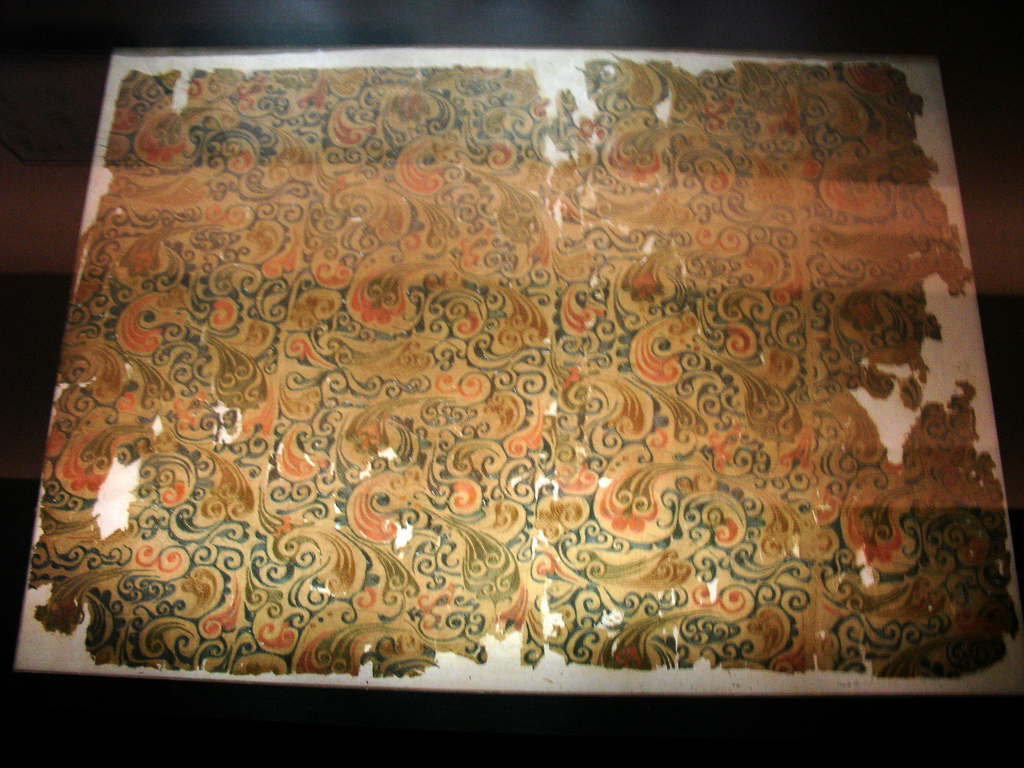
Seda china de la dinastía Han de Mawangdui, siglo II a. C. La seda de China era quizás el artículo de lujo más lucrativo que los partos comerciaban en el extremo occidental de la ruta de la seda.

Después de la retirada seléucida de Mesopotamia, el gobernador parto de Babilonia, Himerus, recibió órdenes de la corte arsácida de conquistar Caracene, entonces gobernado por Espaosines de Alejandría de Susiana. Cuando este plan falló, Espaosines invadió Babilonia en 127 a. C. y ocupó Seleucia. Sin embargo, en el año 122 a. C., Mitrídates II obligó a Espaosines a abandonar Babilonia e hizo vasallos a los reyes de Caracene bajo la soberanía de Partia. Después de que Mitrídates extendiera el control de Partia más al oeste, ocupando Dura Europos en el 113 a. C., se vio envuelto en un conflicto con el reino de Armenia. Sus fuerzas derrotaron y depusieron a Artavasdes I en el 97 a. C., tomando como rehén a su hijo Tigranes, que más tarde se convertiría en Tigranes II el Grande de Armenia.
El reino indo-parto, situado en los actuales Afganistán y Pakistán, hizo una alianza con el imperio parto en el siglo I a. C. Bivar afirma que estos dos estados se consideraban mutuamente iguales políticamente. Después de que el filósofo griego Apolonio de Tiana visitara la corte de Vardanes I en el año 42 d. C., este le proporcionó la protección de una caravana mientras viajaba a Indo-Partia. Cuando Apolonio llegó a la capital, Taxila, el líder de su caravana leyó la carta oficial de Vardanes, quizás escrita en parto, a un funcionario indio que trató a Apolonio con gran hospitalidad.
Después de la aventura diplomática de Zhang Qian en Asia Central durante el reinado del emperador Wu de Han, el imperio Han de China envió una delegación a la corte de Mitrídates II en el año 121 a. C. La embajada Han abrió relaciones comerciales oficiales con Partia a través de la ruta de la seda, pero no logró una alianza militar deseada contra la confederación de los xiongnu. El imperio parto se enriqueció al gravar el comercio de seda, el bien de lujo más caro importado por los romanos. Las perlas también eran una importación china muy valorada, mientras que los chinos compraban especias, perfumes y frutas de Partia. Los animales exóticos también fueron dados como regalo por los arsácidas a la corte Han; en el 87 d. C., Pacoro II de Partia envió leones y gacelas persas al emperador Zhang de Han. Además de la seda, los productos partos comprados por los comerciantes romanos incluían hierro de la India, especias y cuero fino. Las caravanas que viajaban a través del imperio parto trajeron la cristalería de lujo del oeste asiático y a veces romana a China. Los mercaderes de Sogdia, que hablaban un idioma iranio oriental, eran los principales intermediarios de este comercio de seda entre Partia y China.

### Roma y Armenia
El imperio kushán en el norte de la India garantizó en gran medida la seguridad de la frontera oriental de Partia. Así, desde mediados del siglo I a. C. en adelante, la corte arsácida se centró en asegurar la frontera occidental, principalmente contra Roma. Un año después del sometimiento de Armenia por parte de Mitrídates II, Sila, el procónsul romano de Cilicia, se reunió con el diplomático parto Orobazo en el río Éufrates. Los dos acordaron que el río serviría de frontera entre Partia y Roma, aunque varios historiadores han argumentado que Sila solo tenía autoridad para comunicar estos términos a Roma.

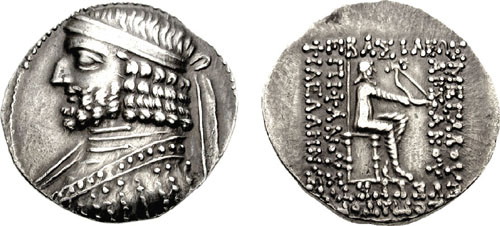
Dracma de Orodes I de Partia

A pesar de este acuerdo, en el 93 o 92 a. C. Partia libró una guerra en Siria contra la líder tribal Laodice y su aliado seleucida Antíoco X Éusebes, matando a este último. Cuando uno de los últimos monarcas seleúcidas, Demetrio III Eucarios, intentó sitiar Beroea (Alepo), Partia envió ayuda militar a sus habitantes y Demetrio fue derrotado.
Siguiendo lo dispuesto por Mitrídates II, Gotarzes I gobernó Babilonia, mientras que Orodes I gobernó Partia por separado. Este sistema de monarquía dividida debilitó a Partia, permitiendo a Tigranes II de Armenia anexionar territorio parto en Mesopotamia occidental. Esta tierra no fue devuelta a Partia hasta el reinado de Sinatruces.
Tras el estallido de la tercera guerra mitridática, Mitrídates VI, aliado de Tigranes II de Armenia, pidió auxilio a Partia contra Roma, pero Sinatruces rechazó la ayuda. Cuando el comandante romano Lucio Licinio Lúculo marchó contra la capital armenia Tigranocerta en el 69 a. C., Mitrídates VI y Tigranes II solicitaron la ayuda de Fraates III de Partia. Este no envió ayuda a ninguno de los dos, y después de la caída de Tigranocerta confirmó con Lúculo el Éufrates como la frontera entre Partia y Roma.
Tigranes el Joven, hijo de Tigranes II de Armenia, no logró usurpar el trono armenio de su padre. Acudió a Fraates III y le convenció de marchar contra la nueva capital de Armenia en Artaxata. Cuando este asedio fracasó, Tigranes el Joven volvió a huir, esta vez para encontrarse con el comandante romano Pompeyo. Le prometió a Pompeyo que actuaría como guía a través de Armenia, pero cuando Tigranes II se sometió a Roma como rey cliente, Tigranes el Joven fue llevado a Roma como rehén. Fraates exigió a Pompeyo que le devolviera a Tigranes el Joven, pero Pompeyo se negó. En represalia, Fraates lanzó una invasión sobre Corduene (Turquía suroriental), donde el cónsul romano Lucio Afranio forzó a los partos a retirarse bien por medios militares o diplomáticos.
Fraates III fue asesinado por sus hijos Orodes II y Mitrídates IV, tras lo cual Orodes se volvió contra Mitrídates, obligándole a huir de Media a la Siria romana. Aulo Gabinio, el procónsul romano de Siria, marchó al Éufrates en apoyo de Mitrídates, pero tuvo que regresar para ayudar a Ptolomeo XII Auletes contra una rebelión en Egipto.
A pesar de perder el apoyo romano, Mitridates logró conquistar Babilonia, y acuñó moneda en Seleucia hasta el año 54 a. C. En ese año, el general de Orodes, conocido como Surena por el nombre del clan de su familia, reconquistó Seleucia, y Mitrídates fue ejecutado.
Marco Licinio Craso, uno de los triunviros que ahora era procónsul de Siria, lanzó una invasión a Partia en el año 53 a. C. en apoyo, ya tardío, de Mitridates. Mientras su ejército marchaba hacia Carras (Harrán, al sureste de Turquía), Orodes II invadió Armenia, cortando el apoyo del aliado de Roma Artavasdes II de Armenia. Orodes persuadió a Artavasdes a través de una alianza matrimonial entre el príncipe heredero Pacoro I de Partia y la hermana de Artavasdes.
Surena, con un ejército enteramente a caballo, fue al encuentro de Craso. Los 1000 catafractos de Surena, armados con lanzas, y los 9000 arqueros a caballo fueron superados en número aproximadamente cuatro a uno por el ejército de Craso, compuesto por siete legiones romanas y auxiliares, incluyendo galos montados e infantería ligera. Asegurado por un convoy de unos 1000 camellos, los arqueros a caballo partos recibieron un suministro constante de flechas. Estos emplearon la táctica del disparo parto, en la que fingían una retirada, solo para girarse y disparar a sus oponentes. Esta táctica, combinada con el uso de arcos compuestos en llanuras planas devastó a la infantería de Craso.
Con unos 20 000 romanos muertos, unos 10 000 capturados y unos 10 000 que escaparon hacia el oeste, Craso huyó a la campiña armenia. A la cabeza de su ejército, Surena se acercó a Craso, ofreciéndole un parlamento, que Craso aceptó. Sin embargo, este fue asesinado cuando uno de sus suboficiales, sospechando de una trampa, intentó impedir que entrara en el campamento de Surena.
La derrota de Craso en Carras fue una de las peores derrotas militares de la historia romana. La victoria de Partia consolidó su reputación como una potencia formidable, si no igual, a la de Roma. Junto con sus seguidores, cautivos de guerra y el botín romano, Surena viajó unos 700 km de regreso a Seleucia, donde se celebró su victoria. Sin embargo, temiendo sus ambiciones incluso por el trono arsácida, Orodes le hizo ejecutar poco después.
Envalentonados por la victoria sobre Craso, los partos intentaron capturar territorios bajo control romano en Asia Occidental. El príncipe heredero Pacoro I y su comandante Osaces atacaron Siria hasta Antioquía en el año 51 a. C., pero fueron rechazados por Cayo Casio Longino, que emboscó y mató a Osaces. Los arsácidas se pusieron del lado de Pompeyo en su guerra civil contra Julio César e incluso enviaron tropas para apoyar a las fuerzas anticesarianas en la batalla de Filipos en el año 42 a. C.

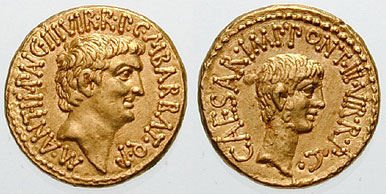
Áureo romano con los retratos de Marco Antonio (izquierda) y Octavio (derecha), acuñado en el año 41 a. C. para celebrar el establecimiento del Segundo Triunvirato por Octavio, Antonio y Marco Lépido en el año 43 a. C.

Quinto Labieno, un general leal a Casio y Bruto, se puso del lado de Partia contra el Segundo Triunvirato en el año 40 a. C.; al año siguiente invadió Siria junto a Pacoro I. El triunviro Marco Antonio no pudo liderar la defensa romana contra Partia debido a su partida a Italia, donde reunió a sus fuerzas para enfrentarse a su rival Octavio y, finalmente, llevó a cabo negociaciones con él en Brundisium.
Después de que Siria fuera ocupada por el ejército de Pacoro, Labieno se separó de la fuerza principal de Partia para invadir Anatolia mientras Pacoro y su comandante Barzapharnes invadían el Levante romano. Dominaron todos los asentamientos a lo largo de la costa mediterránea hasta Ptolemais (actual Acre, Israel), con la única excepción de Tiro.
En Judea, las fuerzas judías pro-romanas del sumo sacerdote Hircano II, Phasael y Herodes fueron derrotadas por los partos y su aliado judío Antígono Matatías; este último fue hecho rey de Judea mientras que Herodes huyó a su fortaleza en Masada.
A pesar de estos éxitos, los partos fueron rápidamente expulsados del Levante por una contraofensiva romana. Publio Ventidio Baso, un oficial bajo Marco Antonio, derrotó y ejecutó a Labieno en la batalla de las Puertas Cilicias (en la moderna provincia de Mersin, Turquía) en el año 39 a. C. Poco después, una fuerza parta en Siria liderada por el general Farnapates fue derrotada por Ventidio en la batalla del Paso Amano.

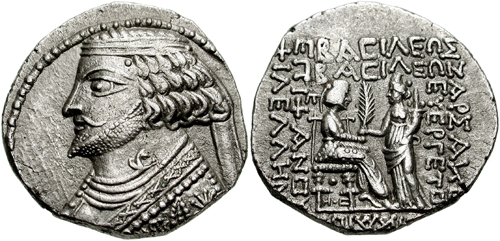
Dracma de Fraates IV de Partia. Reverso: Tyche/Khvarenah otorgando los atributos de poder (palma, cornucopia) al rey; inscripción ΒΑΣΙΛΕΩΣ ΒΑΣΙΛΕΩΝ ΑΡΣΑΚΟΥ ΕΥΕΡΓΕΤΟΥ ΕΠΙΦΑΝΟΥΣ ΦΙΛΕΛΛΗΝΟΣ

Como resultado, Pacoro I se retiró temporalmente de Siria. Cuando regresó en la primavera del año 38 a. C., se enfrentó a Ventidio en la batalla de Gindaros, al noreste de Antioquía. Pacoro murió durante la batalla y sus fuerzas se retiraron al otro lado del Éufrates. Su muerte provocó una crisis de sucesión en la que Orodes II eligió a Fraates IV como su nuevo heredero.
Al asumir el trono, Fraates IV eliminó a sus rivales matando y exiliando a sus propios hermanos. Uno de ellos, Monaeses, acudió a Marco Antonio y le convenció de invadir Partia. Antonio derrotó al aliado de Partia, Antígono, en el año 37 a. C., instalando a Herodes como rey cliente en su lugar.
Al año siguiente, cuando Antonio marchó a Erzurum, Artavasdes II de Armenia, una vez más, cambió de alianza enviando a Antonio tropas adicionales. Este invadió Media Atropatene (el moderno Azerbaiyán iraní), entonces gobernado por el aliado de Partia Artavasdes I de Media Atropatene, con la intención de apoderarse de la capital Praaspa, cuya ubicación es desconocida. Sin embargo, Fraates IV emboscó la retaguardia de Antonio, destruyendo un ariete gigante destinado al asedio de Praaspa; después de esto, Artavasdes abandonó a las fuerzas de Antonio.
Los partos persiguieron y acosaron al ejército de Antonio cuando este huyó a Armenia. Finalmente, la fuerza, muy debilitada, llegó a Siria. Después de esto, Antonio atrajo a Artavasdes II a una trampa con la promesa de una alianza matrimonial. Fue llevado cautivo en el 34 a. C., desfiló en el simulacro de triunfo romano de Antonio en Alejandría, Egipto, y finalmente ejecutado por Cleopatra VII del reino ptolemaico.
Antonio intentó establecer una alianza con Artavasdes I de Media Atropatene, cuyas relaciones con Fraates IV habían empeorado. Este plan fue abandonado cuando Antonio y sus fuerzas se retiraron de Armenia en el 33 a. C.; escaparon de una invasión parta mientras que el rival de Antonio, Octavio, atacó a sus fuerzas en el oeste. Tras el suicidio de Antonio en Egipto, seguido por el de su esposa Cleopatra en el año 30 a. C., el aliado parto Artaxias II volvió a ocupar el trono de Armenia.

### Paz con Roma, intrigas en la corte y contacto con generales chinos

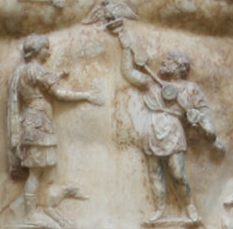
Primer plano de la coraza de la estatua de Augusto de Prima Porta, que muestra a un parto devolviendo a Augusto las insignias legionarias perdidas por Marco Licinio Craso en Carras

Tras la derrota de Antonio y Cleopatra en la batalla de Accio en el año 31 a. C., Octavio consolidó su poder político y en el año 27 a. C. fue nombrado Augusto por el Senado romano, convirtiéndose en el primer emperador romano. Por esta época, Tiridates II de Partia derrocó brevemente a Fraates IV, quien fue capaz de restablecer rápidamente su dominio con la ayuda de los nómadas escitas. Tirídates acudió a los romanos, llevándose consigo a uno de los hijos de Fraates. En las negociaciones llevadas a cabo en el año 20 a. C., Fraates acordó la liberación de su hijo secuestrado. A cambio, los romanos recibieron las insignias legionarias perdidas en Carras en el año 53 a. C., así como los prisioneros de guerra supervivientes. Los partos vieron este intercambio como un pequeño precio a pagar por recuperar al príncipe. Augusto ensalzó el regreso de las insignias como una victoria política sobre Partia; esta propaganda fue celebrada en la acuñación de nuevas monedas, la construcción de un nuevo templo para albergar las insignias, e incluso en las bellas artes, como la escena de la coraza en su estatua de Augusto de Prima Porta.
Junto con el príncipe, Augusto también dio a Fraates IV una esclava italiana, que más tarde se convirtió en la reina Musa de Partia. Para asegurarse de que su hijo Fraataces heredaría el trono sin incidentes, Musa convenció a Fraates IV para que entregara a sus otros hijos a Augusto como rehenes. De nuevo, Augusto usó esto como propaganda que representaba la sumisión de Partia a Roma, enumerándolo como un gran logro en su Res gestae Divi Augusti. Cuando Fraataces accedió al trono como Fraates V, Musa se casó con su propio hijo y gobernó junto a él. La nobleza parta, que desaprobaba tanto la relación incestuosa como la noción de un rey de sangre no arsácida, obligó a la pareja a exiliarse en territorio romano. El sucesor de Fraates, Orodes III, duró solo dos años en el trono, y fue seguido por Vonones I, que había adoptado muchos comportamientos romanos durante su estancia en Roma. La nobleza parta, enojada por las simpatías de Vonones hacia los romanos, apoyó a un pretendiente rival, Artabano II, que finalmente derrotó a Vonones y le forzó al exilio en la Siria romana.
Durante el reinado de Artabano II, dos plebeyos y hermanos judíos, Anilai y Asinai de Nehardea (cerca de la moderna Faluya, Irak), encabezaron una revuelta contra el gobernador parto de Babilonia. Tras derrotar a este último, Artabano II les concedió el derecho a gobernar la región, por temor a una nueva rebelión en otros lugares. La esposa parta de Anilai envenenó a Asinai por miedo a que atacara a Anilai por su matrimonio con una gentil. Después de esto, Anilai se vio envuelto en un conflicto armado con un yerno de Artabano, que finalmente le derrotó. Con la eliminación del régimen judío, los babilonios comenzaron a acosar a la comunidad judía local, obligándoles a emigrar a Seleucia. Cuando la ciudad se rebeló contra el dominio de Partia en 35-36 d. C., los judíos fueron expulsados de nuevo, esta vez por los griegos y arameos locales. Los judíos exiliados huyeron a Ctesifonte, Nehardea y Nísibis.

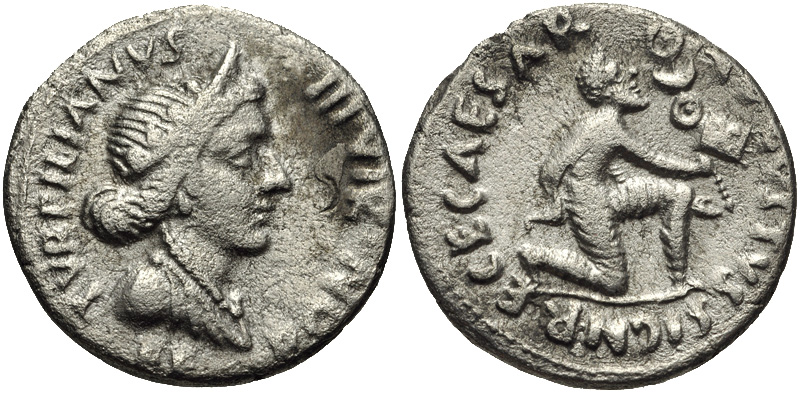
Denario acuñado en 19 a. C. durante el reinado de Augusto, con la diosa Feronia representada en el anverso, y en el reverso un hombre parto arrodillado en sumisión mientras ofrece las insignias militares romanas tomadas en la batalla de Carras.

Aunque estaba en paz con Partia, Roma seguía interfiriendo en sus asuntos. El emperador romano Tiberio se involucró en un complot de Farasmanes I de Iberia para colocar a su hermano Mitrídates en el trono de Armenia asesinando al aliado de Partia, el rey Arsaces. Artabano II intentó y fracasó en restaurar el control de Armenia por parte de los partos, provocando una revuelta aristocrática que lo obligó a huir a Escitia. Los romanos liberaron a un príncipe rehén, Tirídates III de Partia, para gobernar la región como aliado de Roma. Poco antes de su muerte, Artabano logró forzar a Tirídates a retirarse del trono con tropas de Hircania. Después de la muerte de Artabano en el año 38 d. C., tuvo lugar una larga guerra civil entre el legítimo sucesor Vardanes I y su hermano Gotarces II. Después de que Vardanes fuera asesinado durante una expedición de caza, la nobleza de Partia apeló al emperador romano Claudio en el año 49 d. C. con el fin de liberar al príncipe rehén Meherdates para desafiar a Gotarces. Este plan se truncó cuando Meherdates fue traicionado por el gobernador de Edesa e Izates bar Monobaz de Adiabene; fue capturado y llevado a Gotarces, el cual le permitió vivir después de que le mutilaran las orejas, un acto que lo inhabilitaba para heredar el trono.
En 97 d. C., el general chino Ban Chao, Protector de las Regiones Occidentales, envió a su emisario Gan Ying en una misión diplomática para llegar al Imperio romano. Gan visitó la corte de Pacoro II en Hecatompilos antes de partir hacia Roma. Desde ahí viajó hacia el golfo Pérsico, donde las autoridades de Partia le convencieron de que un viaje por mar alrededor de la península arábiga era el único medio de llegar a Roma. Desalentado por esto, Gan Ying regresó a la corte Han y proporcionó al emperador He de Han un informe detallado sobre el Imperio romano basado en los relatos orales de las huestes partisanas. William Watson especula que los partos se habrían sentido aliviados por los esfuerzos fallidos del imperio Han para abrir relaciones diplomáticas con Roma, especialmente después de las victorias militares de Ban Chao contra los xiongnu en el este de Asia Central. Sin embargo, los registros chinos mantienen que una embajada romana, quizás solo un grupo de comerciantes romanos, llegó a la capital Han Luoyang a través de Jiaozhi (Vietnam del Norte) en 166 d. C., durante los reinados de Marco Aurelio y el emperador Huan de Han. Aunque podría ser una coincidencia, se han descubierto medallones de oro romanos antoninos datados en los reinados de Marco Aurelio y su predecesor Antonino Pío en Óc Eo, Vietnam (entre otros artefactos romanos en el delta del Mekong), uno de los lugares sugeridos para el emplazamiento de la ciudad portuaria de Cattigara a lo largo del Magnus Sinus (es decir, el golfo de Tailandia y el mar de la China Meridional), citada en la Geografía de Ptolomeo.

### Continuación de las hostilidades romanas y declive de Partia

Mapa de los movimientos de tropas durante los dos primeros años de la guerra romano-parta de 58-63 d. C. en el reino de Armenia, detallando la ofensiva romana en Armenia y la captura del país por Cneo Domicio Corbulón

Después de que el rey ibérico Farasmanes I hiciera que su hijo Radamisto invadiera Armenia para deponer al vasallo de Roma Mitrídates, Vologases I de Partia planeó invadir y colocar a su hermano, el posterior Tiridates I de Armenia, en el trono. Radamisto fue finalmente expulsado del poder, y, comenzando con el reinado de Tirídates, Partia retendría el control sobre Armenia —con breves interrupciones— a través de la dinastía arsácida de Armenia. Incluso después de la caída del imperio parto, la dinastía arsácida vivió a través de los reyes armenios. Sin embargo, la dinastía arsácida no solo continuó a través de los armenios, sino que también continuó a través de los reyes georgianos con la dinastía arsácida de Iberia, y durante muchos siglos después en la Albania caucásica a través de la dinastía arsácida de Albania del Cáucaso.
Cuando Vardanes II de Partia se rebeló contra su padre Vologases I en el año 55, este retiró sus fuerzas de Armenia y Roma intentó rápidamente llenar el vacío político que dejó atrás. En la guerra entre Roma y Partia del 58-63, el comandante Cneo Domicio Corbulón logró algunos éxitos militares contra los partos al instalar a Tigranes VI de Armenia como cliente romano. Sin embargo, el sucesor de Corbulón, Lucio Cesenio Peto, fue derrotado por las fuerzas partas y huyó de Armenia. Siguiendo un tratado de paz, Tirídates I viajó a Nápoles y Roma en el año 63. En ambos sitios el emperador romano Nerón le coronó ceremoniosamente como rey de Armenia colocando la diadema real sobre su cabeza.

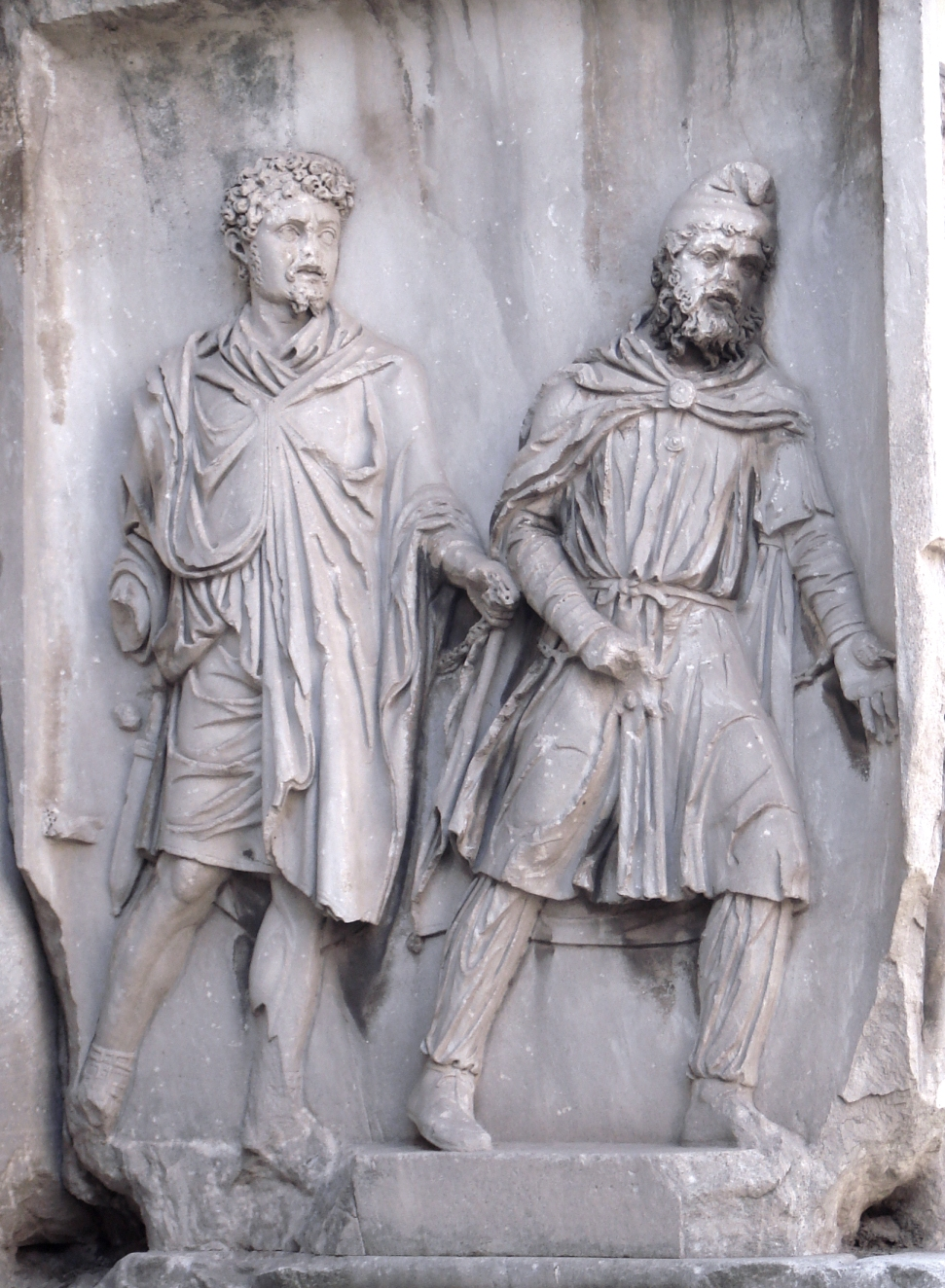
Un parto (derecha) con un gorro frigio, representado como prisionero de guerra encadenado por un romano (izquierda); arco de Septimio Severo, Roma, 203.

A esto le siguió un largo período de paz entre Partia y Roma, siendo la invasión de los alanos en los territorios orientales de Partia alrededor del año 72. el único hecho mencionado por los historiadores romanos. Mientras que Augusto y Nerón habían elegido una política militar cautelosa al enfrentarse a Partia, los emperadores romanos posteriores invadieron e intentaron conquistar el Creciente Fértil oriental, el corazón del Imperio parto a lo largo del Tigris y el Éufrates. Esta agresividad puede explicarse en parte por las reformas militares de Roma. Para igualar la fuerza de Partia en tropas de misiles y guerreros a caballo, los romanos utilizaron al principio aliados extranjeros (especialmente nabateos), pero más tarde establecieron una fuerza de auxilia permanente para complementar su infantería legionaria pesada. Los romanos finalmente mantuvieron regimientos de arqueros a caballo (sagittarii) e incluso catafractos blindados en sus provincias orientales. Sin embargo, los romanos no tenían una gran estrategia a la hora de enfrentarse con Partia y ganaron muy poco territorio con estas invasiones. Las principales motivaciones para la guerra fueron el avance de la gloria personal y la posición política del emperador, así como la defensa del honor romano contra los desprecios percibidos, como la interferencia de los partos en los asuntos de los estados clientes de Roma.
Las hostilidades entre Roma y Partia se reanudaron cuando Osroes I depuso al rey armenio Sinatruces y lo reemplazó por Axidares, hijo de Pacoro II, sin consultar a Roma. El emperador romano Trajano hizo que el siguiente aspirante parto al trono, Parthamasiris, fuera asesinado en 114, en lugar de convertir a Armenia en una provincia romana. Sus fuerzas, encabezadas por Lusio Quieto, también capturaron Nísibis; su ocupación fue esencial para asegurar las rutas principales a través de la llanura mesopotámica septentrional. Al año siguiente, Trajano invadió Mesopotamia y encontró poca resistencia por parte de Meharaspes de Adiabene, ya que Osroes estaba en el este, en guerra civil con Vologases III. Trajano pasó el invierno de 115-116 en Antioquía y reanudó su campaña en primavera. Siguiendo el Éufrates, capturó Dura Europos, la capital Ctesifonte y Seleucia, e incluso subyugó Caracene, donde vio partir barcos hacia la India desde el golfo Pérsico.
En los últimos meses del 116, Trajano capturó la ciudad persa de Susa. Cuando Sinatruces II reunió fuerzas en el este de Partia para enfrentarse a los romanos, su primo Partamaspates le traicionó y le asesinó: Trajano le coronó como el nuevo rey de Partia. Nunca más el imperio romano avanzaría tan lejos hacia el este. A la vuelta de Trajano al norte, los asentamientos babilónicos se rebelaron contra las guarniciones romanas. Trajano se vio obligado a retirarse de Mesopotamia en 117, supervisando un asedio fallido de Hatra durante su retirada. Su retiro fue, intencionadamente, temporal, porque quería reanudar el ataque a Partia en 118 y «hacer realidad el sometimiento de los partos», pero Trajano murió repentinamente en agosto de 117. Durante su campaña, Trajano recibió el título de Parthicus por el Senado y se acuñaron monedas que proclamaban la conquista de Partia. Sin embargo, solo los historiadores Eutropio y Festo, del siglo IV, afirman que intentó establecer una provincia romana en la Baja Mesopotamia.
El sucesor de Trajano, Adriano, reafirmó la frontera entre Roma y Partia en el Éufrates, optando por no invadir Mesopotamia debido a los ahora limitados recursos militares de Roma. Partamaspates huyó después de que los partos se rebelaran contra él, pero los romanos le coronaron rey de Osroena. Osroes I murió durante su conflicto con Vologases III, al que sucedió Vologases IV de Partia, que marcó el comienzo de un período de paz y estabilidad. Sin embargo, la guerra entre Roma y Partia del 161-166 comenzó cuando Vologases invadió Armenia y Siria, recuperando Edesa. El emperador romano Marco Aurelio encomendó al coemperador Lucio Vero la protección de Siria, mientras que Marco Estacio Prisco invadió Armenia en 163, seguido de la invasión de Mesopotamia por Avidio Casio en 164. Los romanos capturaron y arrasaron Seleucia y Ctesifonte, pero se vieron obligados a retirarse cuando los soldados contrajeron una enfermedad mortal (posiblemente viruela) que pronto asoló el mundo romano. Aunque se retiraron, a partir de ese momento la ciudad de Dura Europos permaneció en manos de los romanos. Cuando el emperador Septimio Severo invadió Mesopotamia en 197 durante el reinado de Vologases V de Partia, los romanos volvieron a descender por el Éufrates y capturaron Seleucia y Ctesifonte. Después de asumir el título de Parthicus Maximus, se retiró a finales de 198, fracasando como lo hizo Trajano al capturar Hatra durante un asedio.
Alrededor del año 212, poco después de que Vologases VI de Partia ascendiera al trono, su hermano Artabano IV se rebeló contra él y se hizo con el control de gran parte del imperio. Mientras tanto, el emperador romano Caracalla depuso a los reyes de Osroena y Armenia para convertirlas en provincias romanas una vez más. Marchó a Mesopotamia con el pretexto de casarse con una de las hijas de Artabano, pero —debido a que el matrimonio no fue permitido— luchó contra Partia y conquistó Erbil, al este del río Tigris. Caracalla fue asesinado al año siguiente en el camino a Carras por sus soldados. Después de esta debacle, los partos llegaron a un acuerdo con Macrino por el que los romanos pagaron a Partia más de doscientos millones de denarios, además de regalos adicionales.

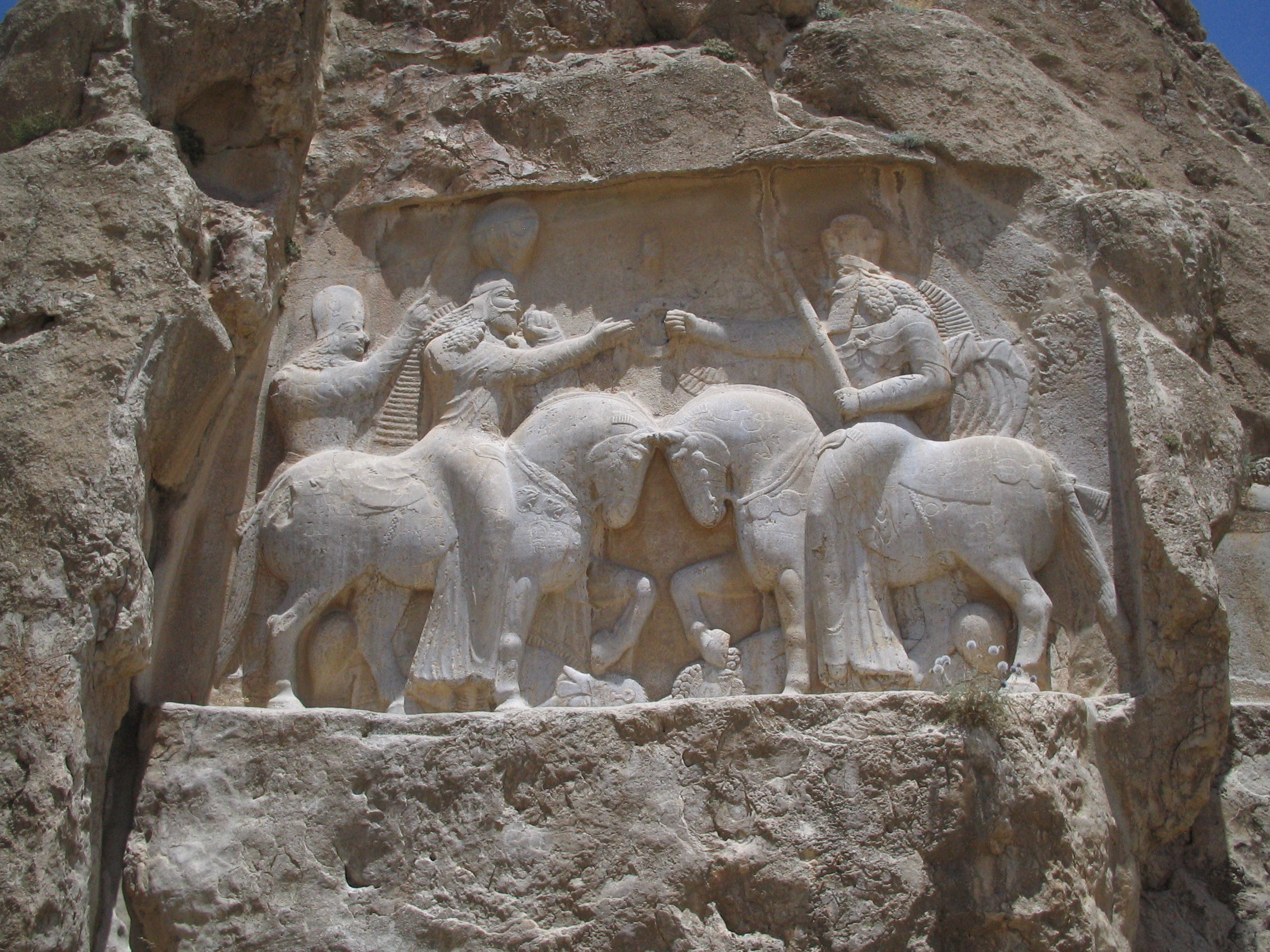
Relieve sasánida de Naqsh-e Rustam que muestra la investidura de Ardacher I

El Imperio parto, debilitado por los conflictos internos y las guerras con Roma, pronto fue seguido por el Imperio sasánida. De hecho, poco después, Ardacher I, el gobernante local de Persis (provincia de Fars, Irán), comenzó a subyugar, desde Istajr, los territorios circundantes desafiando el dominio arsácida. Se enfrentó a Artabano IV en la batalla de Hormizdagán, el 28 de abril de 224, en un sitio quizás cercano a Isfahán, derrotándolo y estableciendo el imperio sasánida. Hay evidencias, sin embargo, que sugieren que Vologases VI continuó acuñando monedas en Seleucia hasta el año 228.
Los sasánidas no solo asumirían el legado de Partia como enemigo de Roma, sino que también intentarían restaurar los límites del Imperio aqueménida conquistando brevemente el Levante, Anatolia y Egipto al Imperio romano de oriente durante el reinado de Cosroes II. Sin embargo, perderían estos territorios a favor de Heraclio, el último emperador romano antes de las conquistas árabes. A pesar de ello, durante un periodo de más de 400 años, sucedieron al reino de Partia como principal rival de Roma.

### Fuentes para su estudio

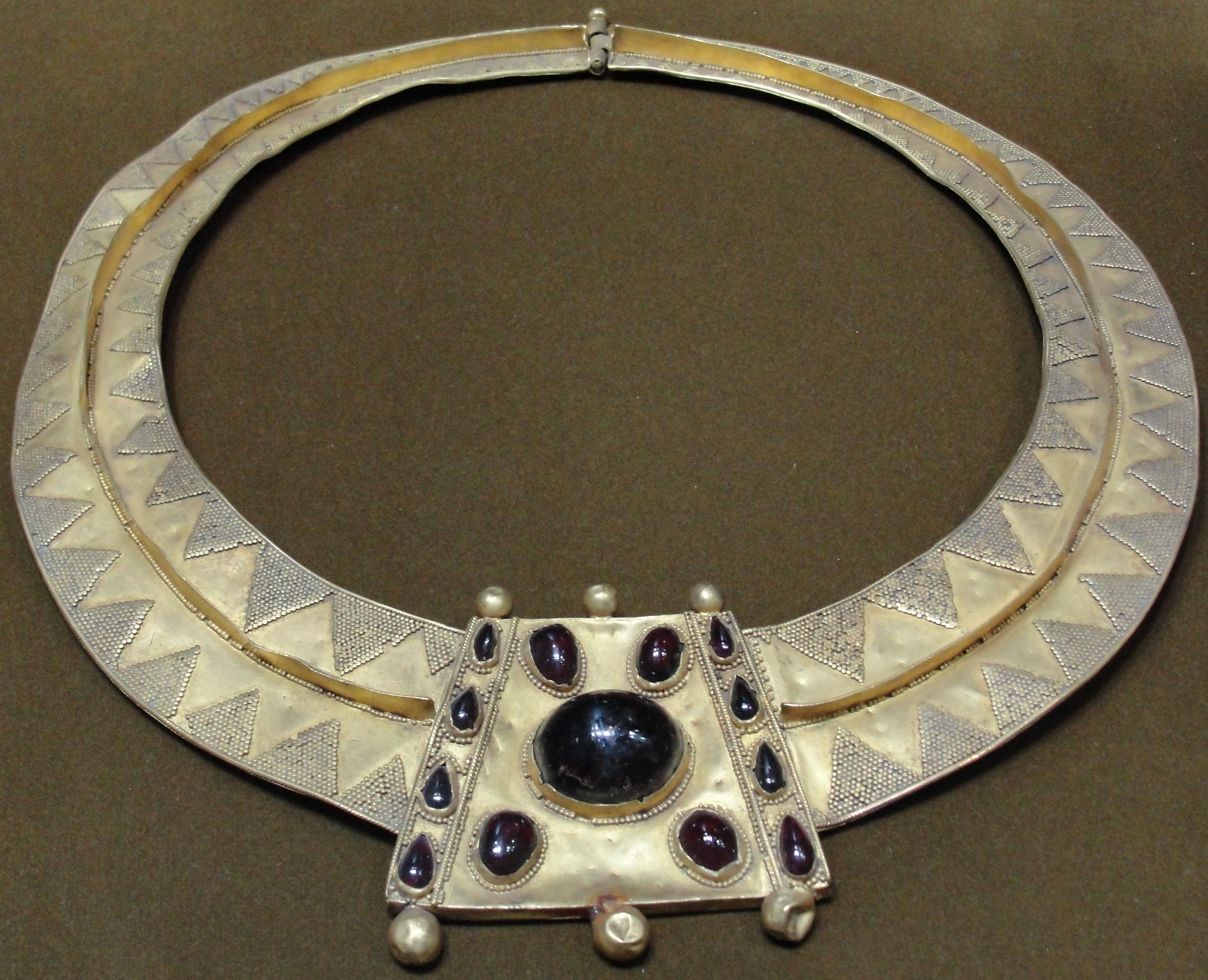
Collar de oro parto, siglo II d. C., Irán, Museo Reza Abbasi

### Autoridad central y reyes semiautónomos

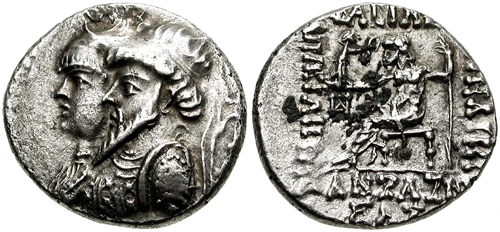
Moneda de Kamnaskires III, rey de Elymaida (moderna provincia de Juzestán), y su esposa, la reina Anzaze, siglo I a. C.

### Nobleza

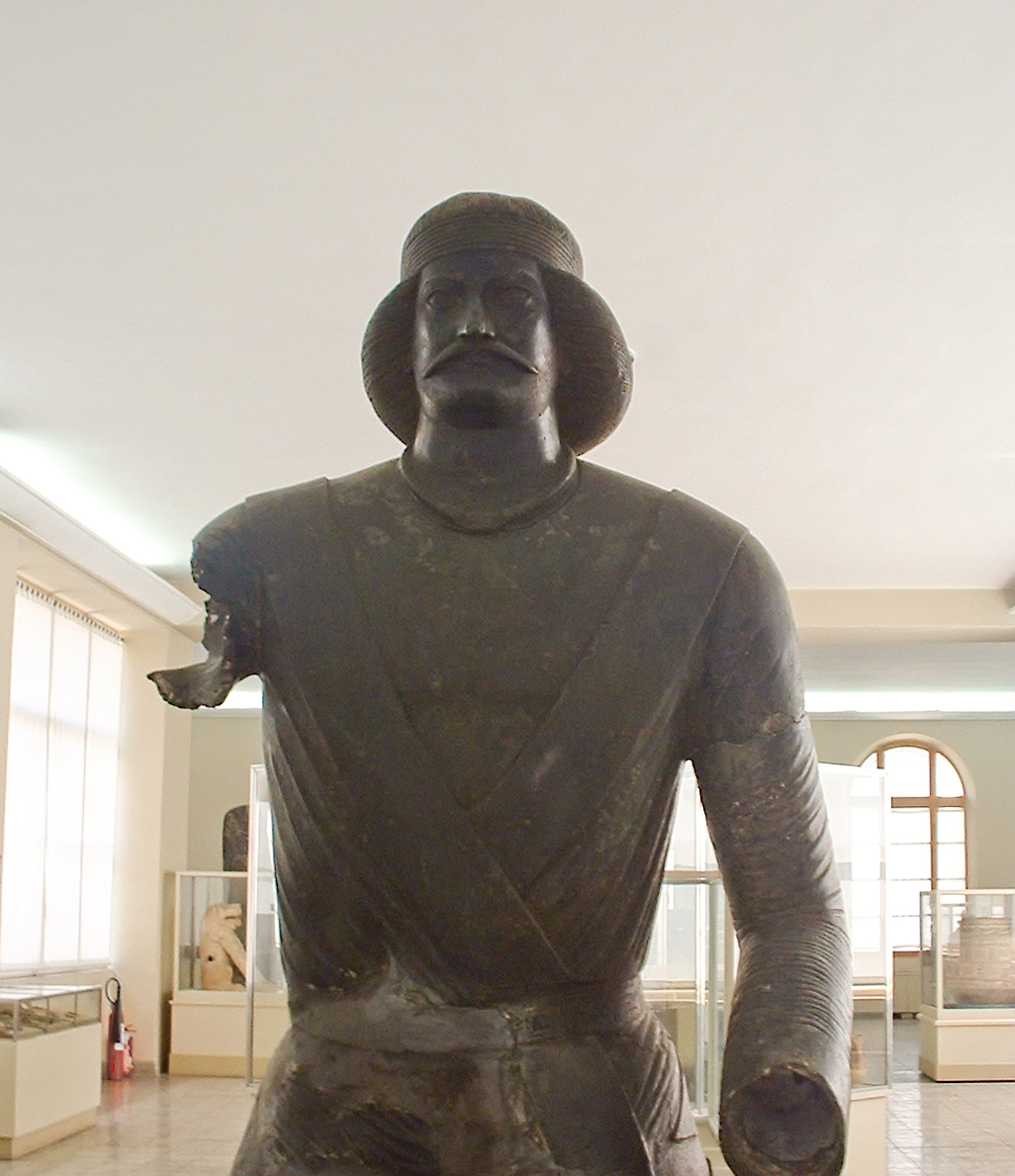
Estatua de bronce de un noble parto del santuario de Shami en Elymaida, ahora ubicado en el Museo Nacional de Irán

### Helenismo y renacimiento iranio

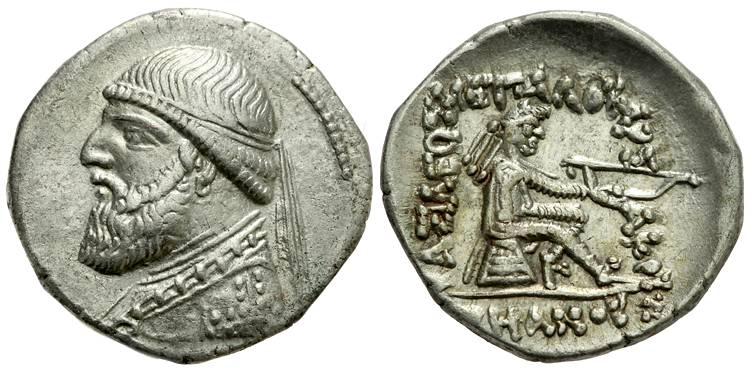
Moneda de Mitrídates II de Partia. La indumentaria es parta, mientras que el estilo es helenístico. La inscripción griega dice rey Arsaces, el filoheleno

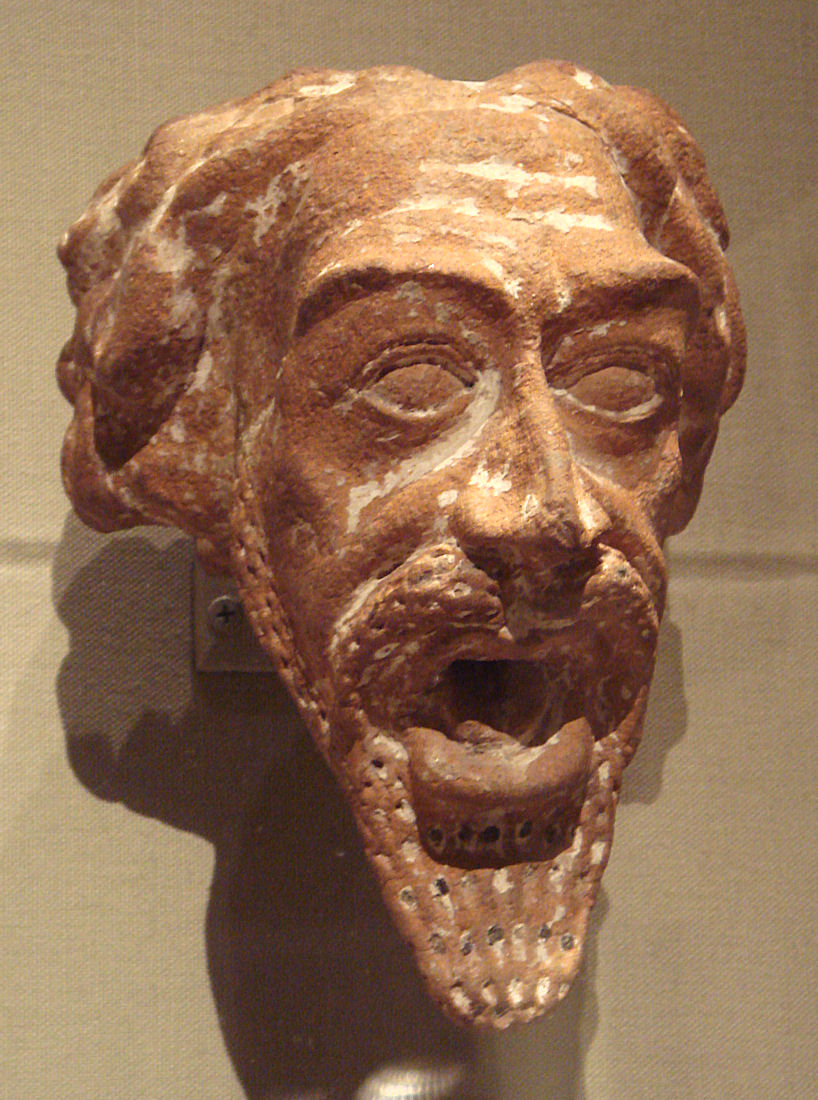
Caño de agua de cerámica en forma de cabeza de hombre, fechado en el o

### Religión

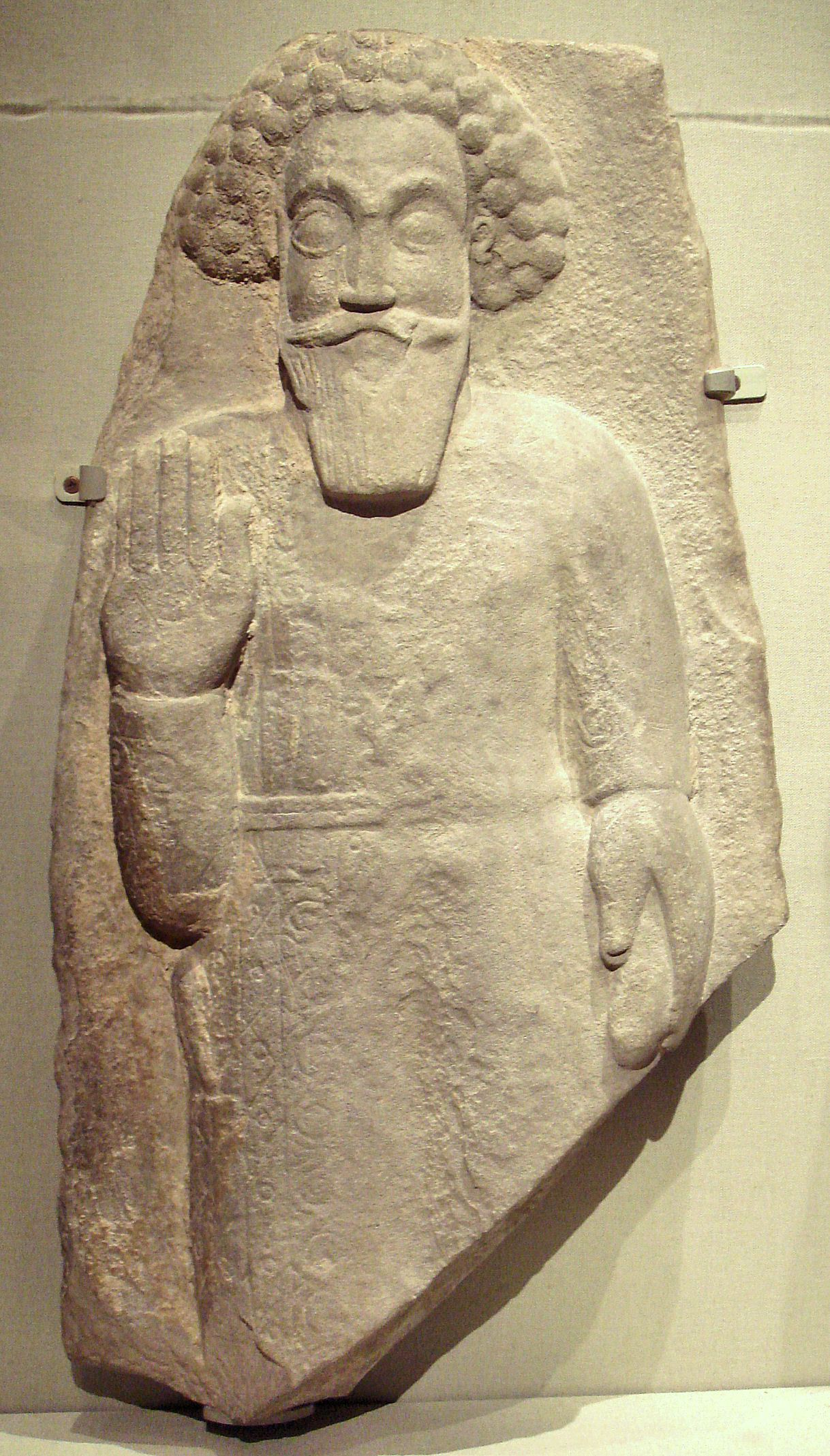
Relieve votivo procedente de la provincia de Juzestán, Irán, siglo II d. C.

### Arte

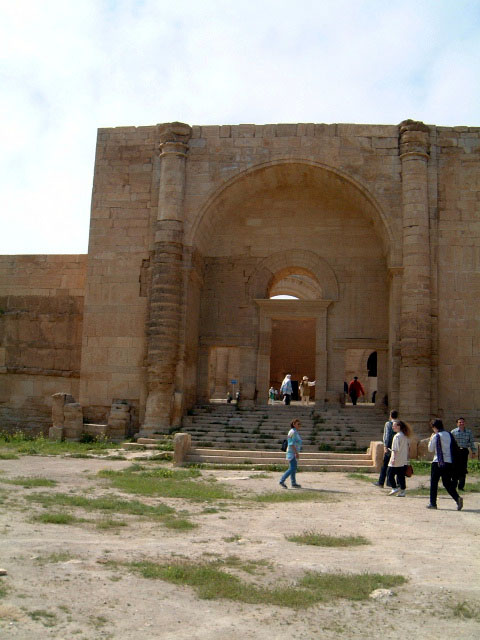
Un iwán con bóveda de cañón a la entrada del antiguo sitio de Hatra, Irak, construido alrededor del año 50 d. C.

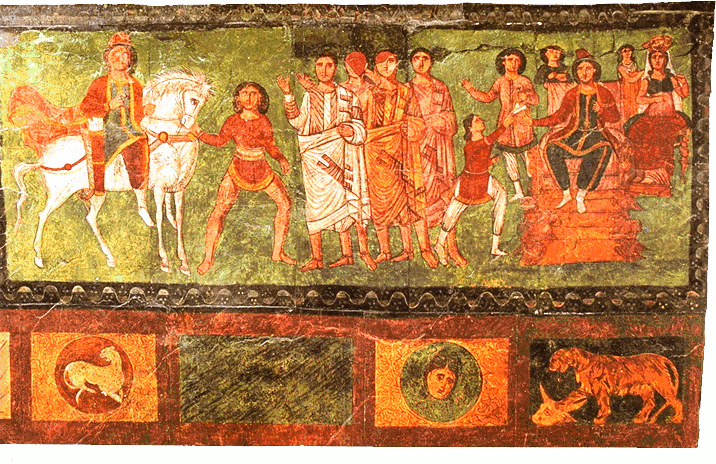
Mural que representa una escena del Libro de Ester en la sinagoga de Dura Europos, fechado en 245 d. C., que Curtis y Schlumberger describen como un buen ejemplo de frontalidad parta

### Indumentaria

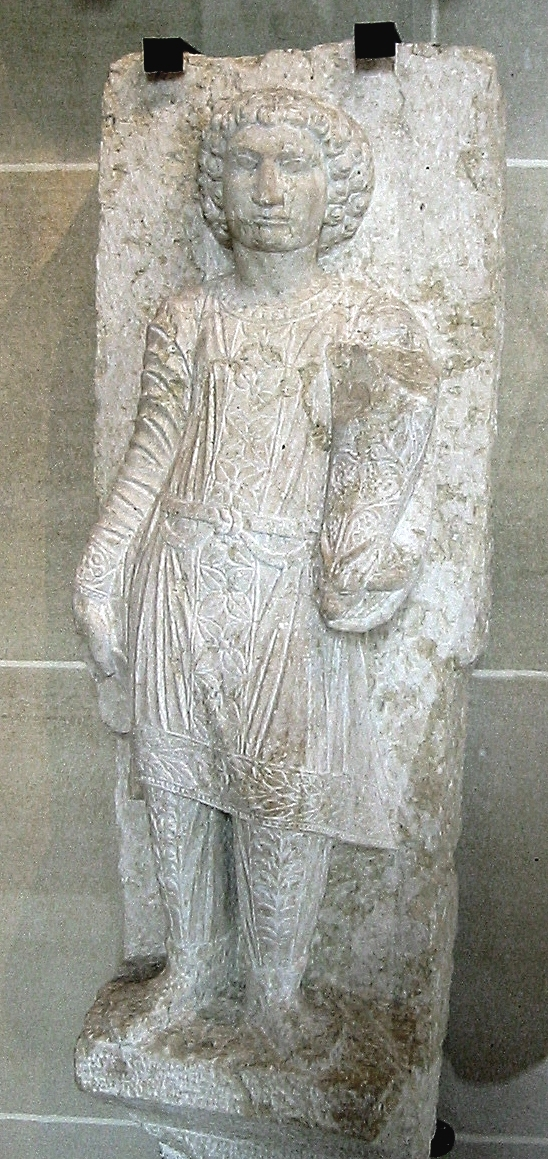
Estatua de un joven vistiendo pantalones partos, de una estela funeraria en Palmira, principios del siglo III d. C.